# Hana Myslilová
Hana Myslilová, rozená Havlíková (2. března 1930 – 11. března 2014), byla československá hráčka basketbalu (vysoká 166 cm). Je zařazena na čestné listině mistrů sportu. V roce 2005 byla uvedena do Síně slávy České basketbalové federace.
Hana Myslilová-Havlíková byla hráčkou reprezentačního družstva Československa od roku 1952 do roku 1957, za které odehrála celkem 57 utkání a má významný podíl na dosažených sportovních výsledcích. Zúčastnila se mistrovství světa v roce 1957 v Rio de Janeiro a třikrát mistrovství Evropy v basketbale žen, na nichž získala celkem 4 medaile, z toho 2 stříbrné za druhá místa (ME 1952, 1954) a dvě bronzové medaile za třetí místa (MS 1957, ME 1956). Reprezentační kariéru zakončila na mistrovství světa v roce 1957 v Brazílii (3. místo).
Basketbal hrála od roku 1946 za dorostenky Mohykánu-YMCA, které v roce 1948 přestoupily do B družstva žen Sokola Pražského, které začalo hrát nejnižší soutěž a za tři roky se probojovalo do 1. ligy žen. Po zrušení Sokola hrálo družstvo s názvem AutoPraga, ale při reorganizaci tělovýchovy v roce 1953 se rozpadlo. V československé basketbalové lize odehrála od roku 1952 celkem 8 sezón, z toho jednu sezónu za Spartak AutoPraga Vysočany Praha (5. místo), po níž následovala svého trenéra Svatopluka Mrázka a přestoupila do Slovanu Orbis Praha, ve kterém v týmu pod jeho vedením získala v letech 1954 až 1960 celkem 5 titulů mistra Československa a jedno druhé místo, když nehrála jednu sezónu (1954/55) – narodil se jí syn Jan (27. 03. 1955). Další dvě sezóny 1960-1962 vynechala – narodil se jí syn Pavel (03. 01. 1961). Poté odehrála ještě jednu ligovou sezónu 1962/1963 za družstvo ČKD Praha.
S týmem Slovan Orbis Praha se zúčastnila jednoho ročníku Poháru evropských mistrů v basketbale žen v sezóně 1959/60, tým se probojoval mezi čtyři nejlepší družstva a podlehl až v semifinále pozdějšímu vítězi soutěže Daugava Riga.,,

## Sportovní kariéra

### Hráčská
- klub:
- 1948–1951 Sokol Pražský, B tým žen
- 1952–1953 Spartak AutoPraga Vysočany Praha: 5. místo (trenér Svatopluk Mrázek)
- 1953–1954: Slovan Orbis Praha: 1. místo (trenér Svaopluk Mrázek)
- 1954–1955: nehrála > 27.03.1955 – syn Jan
- 1955–1960: Slovan Orbis Praha: 4x 1. místo (1956, 1957, 1959, 1960), 4x 2. místo (1955, 1958, 1963, 1967), 3. místo (1953), 4. místo (1968), 3x 5. místo (1952, 1966, 1969), 6. místo (1970)
- 1960–1962: nehrála > 03.01.1961 – syn Pavel
- 1962–1963 ČKD Praha: 11. místo
- Československo: 1951–1957 celkem 57 mezistátních zápasů, na MS a ME celkem (bez ME 1954) 103 bodů v 19 zápasech
- Mistrovství světa: 1957 Rio de Janeiro (16 bodů /5 zápasů)
- Mistrovství Evropy: 1952 Moskva (16 /4), 1954 Bělehrad (bude doplněno), 1956 Praha (25 /4), 1958 Lodž, Polsko (46 /6)
- úspěchy:
- Mistrovství světa v basketbalu žen: 3. místo (1957)
- Mistrovství Evropy v basketbale žen: 2x 2. místo (1952, 1954), 3. místo (1956)